# Caraipa valioi
Caraipa valioi är en tvåhjärtbladig växtart som beskrevs av Paula. Caraipa valioi ingår i släktet Caraipa och familjen Calophyllaceae. Inga underarter finns listade i Catalogue of Life.